# جنوب آسیا
جنوب آسیا یا آسیای جنوبی، بخش جنوبی قارهٔ آسیا است که شامل کشورهای جنوب کوه‌های هیمالیا (sub-Himalayan countries) و در برخی منابع معتبر (چون تعریف سازمان ملل) نیز همچنین شامل کشورهای مجاور در شرق و غرب آن نیز می‌شود. این منطقه (از غرب به شرق) توسط غرب آسیا، آسیای مرکزی، شرق آسیا و جنوب شرق آسیا احاطه شده است. اصطلاح جنوب آسیا، در هر دو موضوع جغرافیایی و قومی-فرهنگی کاربرد دارد. جنوب آسیا متشکل از کشورهای هند، پاکستان، افغانستان، بنگلادش، بوتان، مالدیو، نپال و سری‌لانکا است.
برای نخستین بار پارچه پنبه‌ای در حدود ۱٬۹۰۰ پیش از میلاد توسط تمدن دره سند در آسیای جنوبی بافته شد.
مساحت کل جنوب آسیا ۵٬۲۲۹٬۶۹۵ کیلومتر مربع و جمعیت آن به ۱٬۸۵۷٬۹۷۵٬۸۶۹ نفر می‌رسد.

## کشورهای این منطقه
- افغانستان
- بنگلادش
- بوتان (کشور)
- پاکستان
- سری‌لانکا
- نپال
- هند
- مالدیو

## یادداشتها
1. ↑  توسط بریتانیا اداره می‌شود اما موریس، آن را جزء مجمع‌الجزایر چاگوس می‌داند.

## نگارخانه

نقشه طبقه‌بندی اقلیمی کوپن از جنوب آسیا
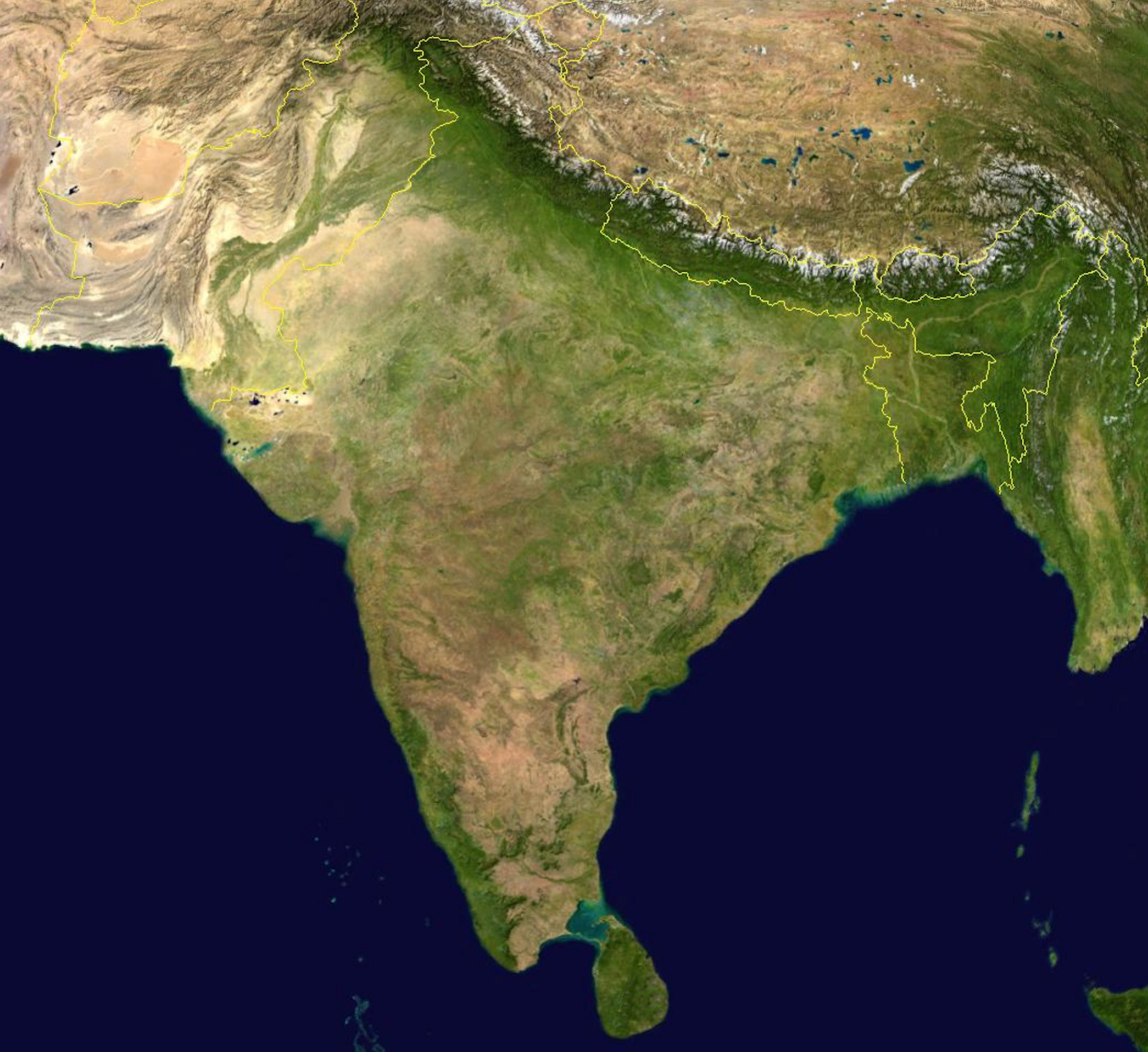
تصویربرداری ماهواره‌ای از جنوب آسیا
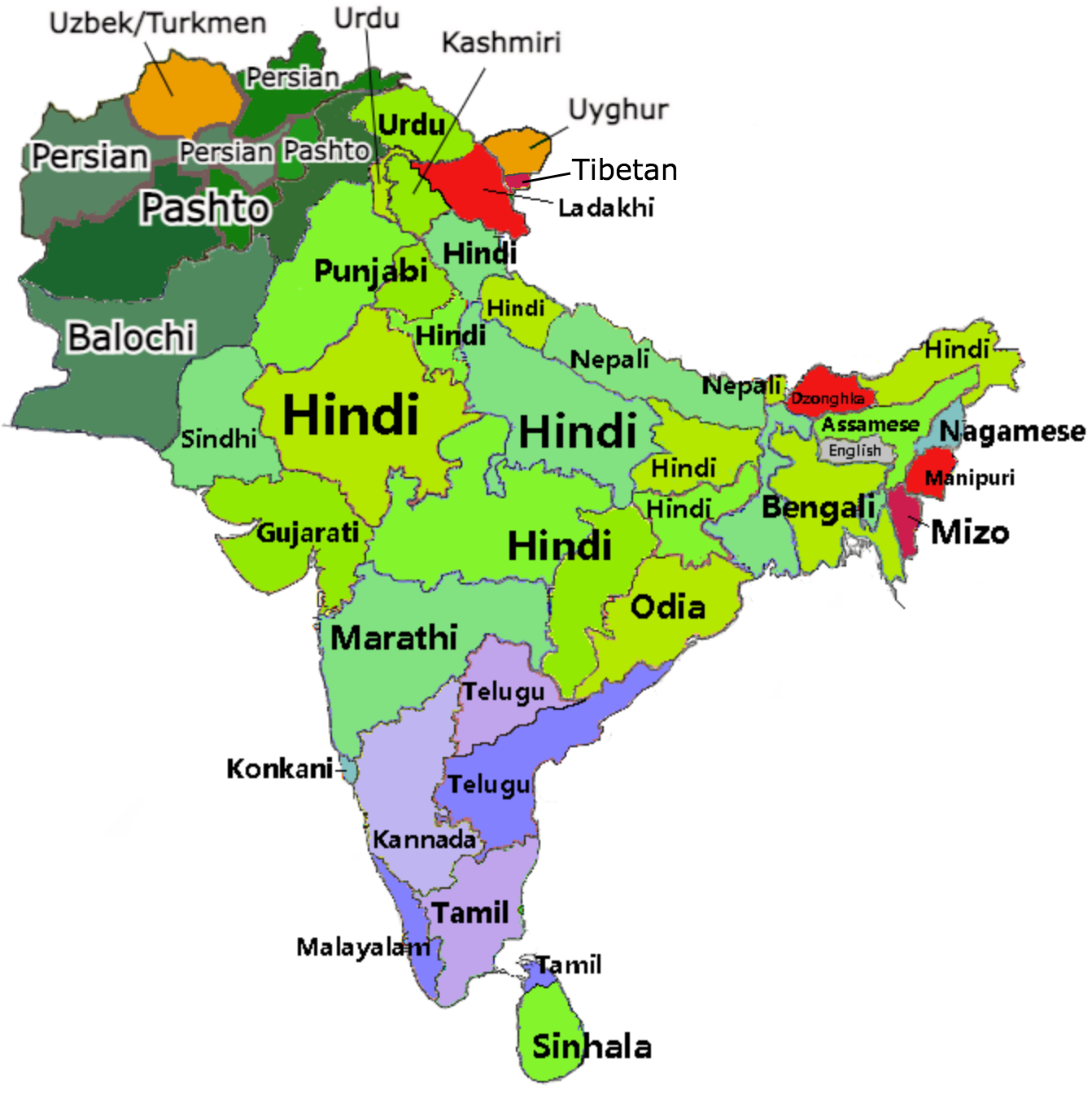
زبان‌های جنوب آسیا
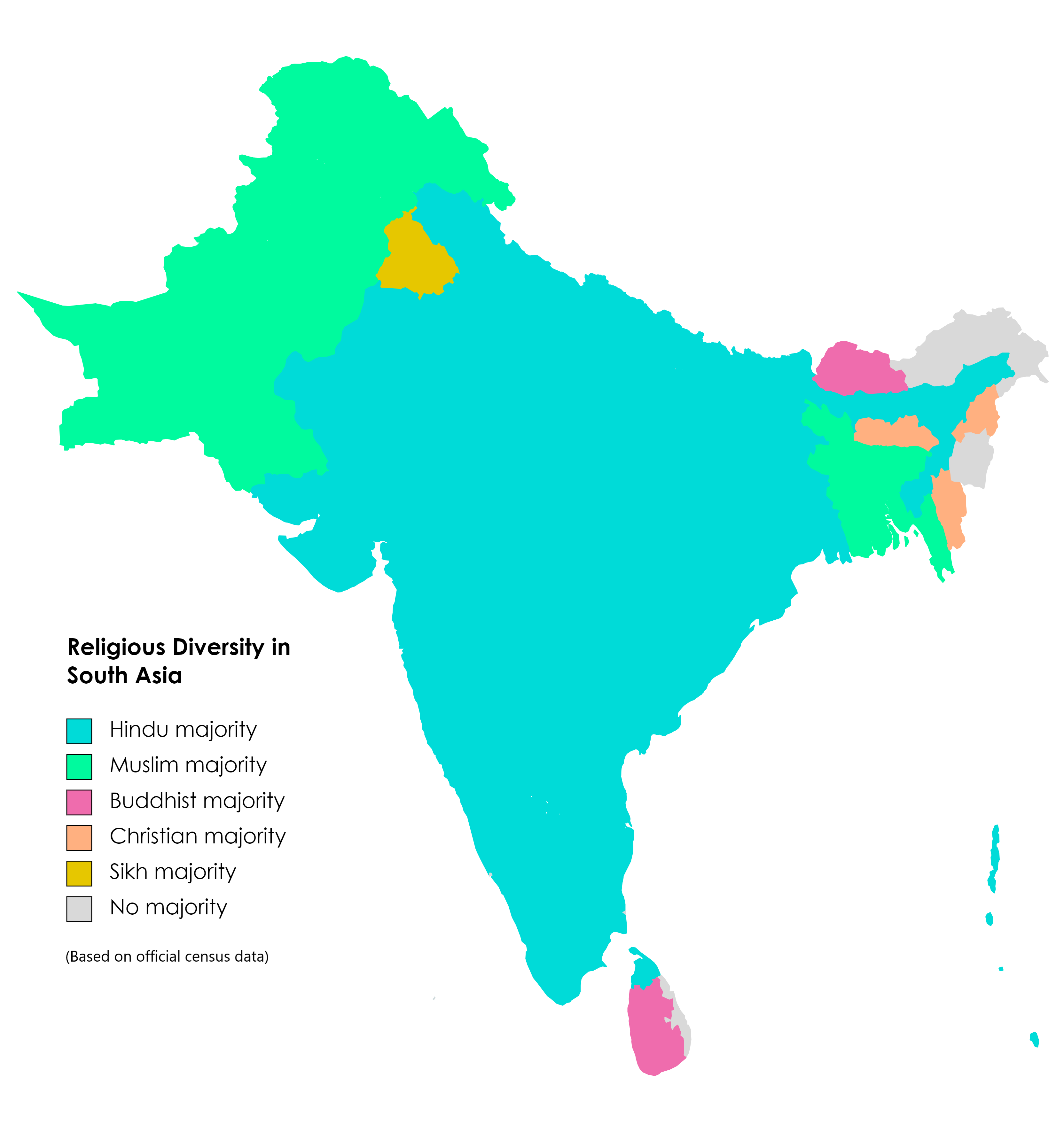
دین در جنوب آسیا